# Fila (araldica)
Fila è un termine utilizzato in araldica per indicare la riga orizzontale di scacchi affiancati in uno scaccato, conseguentemente il numero di file si conta in senso verticale. Il termine è utilizzato anche per indicare le serie di fusi o losanghe.

Scaccato di argento e di rosso, di tre file e sei tiri (Usmate Velate)
Scaccato d'oro e d'azzurro di tre file, 3 e 2 (Vedano al Lambro)
Scaccato di rosso e d'argento di cinque file (stemma della Croazia)
Banda scaccata di rosso e d'argento di due file (Avusy, Svizzera)